# Henri av Luxemburg
Henri Albert Gabriel Félix Maria Guillaume av Luxemburg av huset Bourbon, född 16 april 1955 i Betzdorf, är sedan 7 oktober 2000 storhertig av Luxemburg. Han är son till Jean av Luxemburg, som han efterträdde år 2000, och Josephine Charlotte. Storhertigen är genom sin mormors far brylling till kung Carl XVI Gustaf. 2019 innehade han en förmögenhet på omkring 4 miljarder US$.

## Biografi

### Barndom
Prins Henri föddes den 16 april 1955 på slottet Betzdorf i Luxemburg som det andra barnet och den förste sonen till Jean, arvstorhertig av Luxemburg, och hans hustru prinsessan Joséphine-Charlotte av Belgien. Hans far var äldste son till Charlotte, storhertiginna av Luxemburg och prins Felix av Bourbon-Parma. Hans mor var den enda dottern till kung Leopold III av Belgien och hans första hustru, prinsessan Astrid av Sverige. Prinsens gudföräldrar var hans morbror prinsen av Liège (senare Albert II av Belgien) och hans faster prinsessan Marie-Gabrielle av Luxemburg.
Henri har fyra syskon: ärkehertiginnan Marie Astrid av Österrike (född 1954), prins Jean av Luxemburg (född 1957), prinsessan Margaretha av Liechtenstein (född 1957) och prins Guillaume av Luxemburg (född 1963).
Den 12 november 1964, när Henri var nio år, abdikerade hans mormor och hans far blev storhertig. Genom två suveräna beslut av den 14 april 1973 beslutade storhertigen att "Henri kommer att anses ha uppnått myndig ålder från och med den 16 april 1973, det datum då han kommer att ha uppnått arton års ålder" och "att Hans Kungliga Höghet Prins Henri, i sin egenskap av uppenbar arvtagare till kronan i Storhertigdömet Luxemburg och Storhertigdömet Trust, kommer att bära titeln arvstorhertig av Luxemburg, arvprins av Nassau, prins av Bourbon av Parma."

### Utbildning
Han är utbildad i Luxemburg och Frankrike där han tog sin studentexamen 1974. Han har erhållit militär skolning vid den brittiska militärhögskolan Sandhurst och fått diplomatisk skolning vid universitetet i Genève i Schweiz, där han även träffade sin blivande hustru.

Serafimerorden vapen (1983-nuvarande)

## Konstitutionell position
Prins Henri blev tronarvinge i Luxemburg när hans farmor storhertiginnan Charlotte av Luxemburg abdikerade den 12 november 1964. Från 1980 till 1998 var han ledamot av statsrådet.
Den 4 mars 1998 utsågs prins Henri till löjtnant och representant av sin far storhertig Jean, vilket innebar att han övertog de flesta av sin fars konstitutionella befogenheter. Den 7 oktober 2000, omedelbart efter sin fars abdikation, tillträdde Henri som storhertig av Luxemburg och svor den konstitutionella eden inför deputeradekammaren senare samma dag. Han blev Henri I trots att Luxemburg hade 7 monarker med namnet Henri före 1815.

### Kontroverser om eutanasi och konstitutionella reformer
Den 2 december 2008 tillkännagavs att storhertig Henri hade förklarat att han skulle vägra att ge sitt samtycke till en ny lag om dödshjälp som hade antagits tidigare under året av deputeradekammaren. Enligt den dåvarande konstitutionen "sanktionerar och utfärdar storhertigen" lagarna, vilket innebar att det krävdes storhertigens sanktion eller godkännande för att lagarna skulle träda i kraft. I avsaknad av klarhet om de långsiktiga konsekvenserna för storhertigens konstitutionella ställning som en sådan vägran skulle innebära, meddelade premiärminister Jean-Claude Juncker att en ändring av konstitutionen skulle läggas fram.
Det storhertliga huset i Luxemburg hade försökt blockera ett beslut i parlamentet endast en gång tidigare, när storhertiginnan Marie-Adelaïde vägrade att underteckna ett lagförslag 1912 för att minska de romersk-katolska prästernas roll i utbildningssystemet. Den slutliga lösningen var att storhertigen skulle förklaras oförmögen att tillfälligt fullgöra sin plikt. Detta liknade den "flyktväg" som hans farbror kung Baudouin av Belgien fick när han vägrade att underteckna en abortlag 1991. Lagen kunde alltså träda i kraft utan storhertigens underskrift, men också utan att det behövdes några långtgående ändringar i konstitutionen. [källa behövs]
Artikel 34 i konstitutionen ändrades senare för att ta bort termen "samtycke", och lämnade den relevanta bestämmelsen att lyda: "Storhertigen utfärdar lagarna..." Till följd av detta behövs hans underskrift fortfarande, men det är uppenbart att hans underskrift är automatisk och att han inte har någon frihet att fatta beslut. Statschefen behöver inte längre "sanktionera" lagar för att de ska träda i kraft, eftersom ämbetsinnehavaren bara utfärdar dem.

### Guillaume som regent
Den 23 juni 2024, på sin officiella födelsedag, tillkännagav Henri sina planer på att utnämna sin äldste son Guillaume till löjtnantrepresentant (regent) i oktober. Traditionellt signalerar detta storhertigens avsikt att abdikera i framtiden. Den 8 oktober 2024 svors Guillaume in som löjtnantrepresentant.

## Roll och intressen
Som överhuvud för en konstitutionell monarki är storhertig Henris uppgifter i första hand representativa. Han behåller dock den konstitutionella makten att utse premiärministern och regeringen, att upplösa deputeradekammaren, att utfärda lagar och att ackreditera ambassadörer. Med få undantag är han dock bunden av konvention att agera på inrådan av regeringen.
Storhertig Henri är överbefälhavare för den luxemburgska armén, där han har generals grad. Dessutom utnämndes han till hedersmajor i den brittiska arméns fallskärmsregemente från och med den 19 juli 1989.
En av storhertigens huvuduppgifter är att företräda Luxemburg i utrikes frågor. I maj 2001 gjorde storhertig Henri och storhertiginnan Maria Teresa sitt första utländska statsbesök i Spanien på inbjudan av kung Juan Carlos och drottning Sofia av Spanien.
Storhertig Henri är medlem av Internationella olympiska kommittén (IOK), medlem av The Mentor Foundation (inrättad av Världshälsoorganisationen) och styrelseledamot i Charles Darwin Trust för Galápagosöarna.
Storhertigen bor med sin familj på slottet Berg i Luxemburg. Han har också ett fritidshus i Cabasson, en by i kommunen Bormes-les-Mimosas i södra Frankrike.

### Giftermål

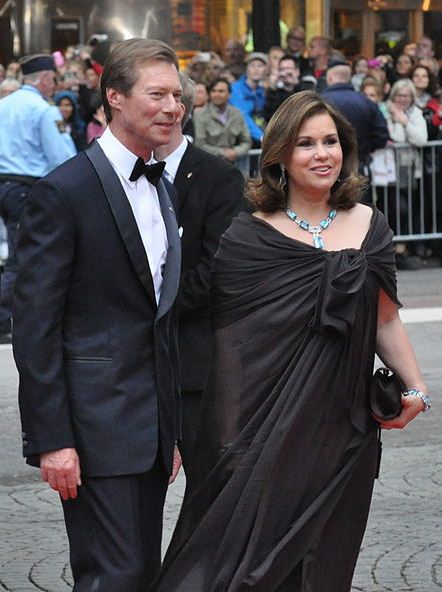
Henri av Luxemburg och hans hustru Maria Teresa av Luxemburg i samband med bröllopet mellan kronprinsessan Victoria och Daniel Westling i Stockholm 2010.

Under sina studier i Genève träffade Henri den kubanskfödda Maria Teresa Mestre y Batista (dotter till bankiren José Antonio Mestre och María Teresa Batista y Falla) som också studerade statsvetenskap. Hennes föräldrar flyttade till New York 1959 efter Fidel Castros revolution och 1965 emigrerade de till Schweiz. Henris och Maria Teresas romans väckte skandal i Luxemburg, men Henri deklarerade att passade det inte, så skulle han avsäga sig titeln som arvstorhertig. Vigseln ägde rum i katedralen i Luxemburg i en borgerlig ceremoni den 4 februari 1981 och en religiös ceremoni den 14 februari 1981 med storhertigens tidigare samtycke, daterat den 7 november 1980. Paret har fem barn och åtta barnbarn:
- Arvstorhertig Guillaume Jean Joseph Marie, född 11 november 1981, gift 19 oktober 2012 med Stéphanie de Lannoy, född 18 februari 1984. De har två söner:
  - Prins Charles Jean Philippe Joseph Marie Guillaume av Luxembourg (född den 10 maj 2020).
  - Prins François Henri Louis Marie Guillaume av Luxembourg (född den 27 mars 2023).
- Prins Félix Léopold Marie Guillaume (född 3 juni 1984, gift 17 september 2013 med Claire Margareta Lademacher, född 21 mars 1985. De har tre barn:
  - Prinsessan Amalia Gabriela Maria Teresa av Nassau (född den 15 juni 2014).
  - Prins Liam Henri Hartmut av Nassau (född den 28 november 2016).
  - Prins Balthazar Félix Karl av Nassau (född den 7 januari 2024).
- Prins Louis Xavier Marie Guillaume (född 3 augusti 1986, gift 29 september 2006 med Tessy Antony, född 28 oktober 1985, och skildes den 4 april 2019.) De har två söner:
  - Prins Gabriel Michael Louis Ronny of Nassau (född den 12 mars 2006).
  - Prins Noah Etienne Guillaume Gabriel Matthias Xavier av Nassau (född den 21 September 2007).
- Prinsessan Alexandra Joséphine Teresa Charlotte Marie Wilhelmine (född 16 februari 1991, gift 29 april 2023 med Nicolas Bagory, född den 11 november 1988.) De har en dotter:
  - Victoire Bagory (född den 14 maj 2024).
- Prins Sébastien Henri Marie Guillaume (född 16 april 1992.)

## Media och publicitet
Sedan Henris trontillträde år 2000 har hovets inställning till media och publicitet varierat markant. År 2002 engerade sig storhertig Henri uttryckligen med en presskonferens som storhertiginnan Maria Teresa hade sammankallat i syfte att med journalister diskutera bristerna i hennes personliga relationer med sin svärmor storhertiginnan Joséphine-Charlotte.
När det storhertigliga parets första barnbarn föddes 2006 underlät hovcirkuläret däremot att nämna händelsen, förmodligen eftersom fadern prins Louis inte var gift vid den tidpunkten. Graviditeten tillkännagavs dock 2005, så landet informerades om att prinsen och hans flickvän skulle bli föräldrar. Pressen hade också tillgång till barnets dop.
Den storhertigliga familjens sätt att hantera medie- och publicitetsfrågor har gett upphov till kommentarer i medierna om kvaliteten på de kommunikationsråd som har efterfrågats och följts. Förutom den offentliga vädringen av svårigheterna mellan storhertiginnan och hennes svärmor har flera andra händelser resulterat i negativ publicitet, framför allt: 2004 öppnade storhertigen parlamentet personligen, första gången på över 100 år som monarken hade gjort det; År 2005 meddelade storhertigen att han hade för avsikt att rösta för den Europeiska konstitutionen i den förestående folkomröstningen, bara för att bli påmind av ledande politiker om att han inte hade någon sådan rätt. Den föreslagna försäljningen av stora delar av skogen Grengewald sommaren 2006 följdes kort därefter av den föreslagna försäljningen (som avbröts kort därefter) på Sotheby's av den nyligen avlidna storhertiginnan Joséphine-Charlottes tillhörigheter.

### Waringo-rapporten
Den 31 januari 2020 offentliggjordes Waringo-rapporten, en statlig rapport om monarkins interna arbete som hade sammanställts av Jeannot Waringo, tidigare finansdirektör i Luxemburg. Rapporten identifierade betydande problem när det gäller personalhanteringen på palatset, vilket resulterade i en hög personalomsättning och en atmosfär av rädsla. Den noterade att den interna kommunikationen var nästan obefintlig. Waringo uppgav att de viktigaste personalbesluten fattades av storhertiginnan. Det fanns ingen personalindelning för personligt bruk och inte heller för officiella funktioner. Waringo kunde inte heller avgöra om storhertigparets privata aktiviteter finansierades av staten eller inte. Rapporten uppmanar till en reform av monarkin. Hovet svarade att "för att uppnå större öppenhet och modernisering kommer hovet att bidra konstruktivt till genomförandet av de förbättringar som föreslås i denna rapport".

## Hälsa
Den 3 februari 2011 lades Henri in på Centre Hospitalier de Luxembourg efter att ha blivit sjuk. Kort därefter gjorde den storhertigliga domstolen ett uttalande om att han skulle genomgå en ballongvidgning. Dagen efter meddelade kommunikationschefen att ingreppet hade varit lyckat. "Hans kungliga höghets hälsotillstånd är inte störande", stod det i uttalandet, innan man uppgav att storhertigen kan komma att lämna sjukhuset inom de närmaste dagarna. Även om orsaken inte formellt har avslöjats, rapporteras det att storhertigen kände sig sjuk efter att ha vaknat den dagen, och hovläkaren märkte cirkulationsproblem. Det var då han fördes till sjukhus, till hjärtavdelningen, och skrevs ut dagen därpå.

## Anfäder
|                    |  |  |  |  |  |  |  |                                           |  |  |  |  |  |  |  |                                                  |  |  |  |  |  |  |  | Hertig Robert I av Parma och Piacenza |
|                    |  |  |  |  |  |  |  |                                           |  |  |  |  |  |  |  |                                                  |  |  |  |  |  |  |  |                                       |
|                    |  |  |  |  |  |  |  |                                           |  |  |  |  |  |  |  | Prins Felix av Bourbon-Parma, prins av Luxemburg |  |  |  |  |  |  |  |                                       |
|                    |  |  |  |  |  |  |  |                                           |  |  |  |  |  |  |  |                                                  |  |  |  |  |  |  |  |                                       |
|                    |  |  |  |  |  |  |  |                                           |  |  |  |  |  |  |  |                                                  |  |  |  |  |  |  |  | Prinsessan Maria Antonia av Portugal  |
|                    |  |  |  |  |  |  |  |                                           |  |  |  |  |  |  |  |                                                  |  |  |  |  |  |  |  |                                       |
|                    |  |  |  |  |  |  |  | Storhertig Jean I                         |  |  |  |  |  |  |  |                                                  |  |  |  |  |  |  |  |                                       |
|                    |  |  |  |  |  |  |  |                                           |  |  |  |  |  |  |  |                                                  |  |  |  |  |  |  |  |                                       |
|                    |  |  |  |  |  |  |  |                                           |  |  |  |  |  |  |  |                                                  |  |  |  |  |  |  |  | Storhertig Guillaume IV               |
|                    |  |  |  |  |  |  |  |                                           |  |  |  |  |  |  |  |                                                  |  |  |  |  |  |  |  |                                       |
|                    |  |  |  |  |  |  |  |                                           |  |  |  |  |  |  |  | Storhertiginnan Charlotte I                      |  |  |  |  |  |  |  |                                       |
|                    |  |  |  |  |  |  |  |                                           |  |  |  |  |  |  |  |                                                  |  |  |  |  |  |  |  |                                       |
|                    |  |  |  |  |  |  |  |                                           |  |  |  |  |  |  |  |                                                  |  |  |  |  |  |  |  | Prinsessan Maria Anna av Portugal     |
|                    |  |  |  |  |  |  |  |                                           |  |  |  |  |  |  |  |                                                  |  |  |  |  |  |  |  |                                       |
| Storhertig Henri I |  |  |  |  |  |  |  |                                           |  |  |  |  |  |  |  |                                                  |  |  |  |  |  |  |  |                                       |
|                    |  |  |  |  |  |  |  |                                           |  |  |  |  |  |  |  |                                                  |  |  |  |  |  |  |  | Kung Albert I av Belgien              |
|                    |  |  |  |  |  |  |  |                                           |  |  |  |  |  |  |  |                                                  |  |  |  |  |  |  |  |                                       |
|                    |  |  |  |  |  |  |  |                                           |  |  |  |  |  |  |  | Kung Leopold III av Belgien                      |  |  |  |  |  |  |  |                                       |
|                    |  |  |  |  |  |  |  |                                           |  |  |  |  |  |  |  |                                                  |  |  |  |  |  |  |  |                                       |
|                    |  |  |  |  |  |  |  |                                           |  |  |  |  |  |  |  |                                                  |  |  |  |  |  |  |  | Hertiginnan Elisabeth i Bayern        |
|                    |  |  |  |  |  |  |  |                                           |  |  |  |  |  |  |  |                                                  |  |  |  |  |  |  |  |                                       |
|                    |  |  |  |  |  |  |  | Prinsessan Josephine Charlotte av Belgien |  |  |  |  |  |  |  |                                                  |  |  |  |  |  |  |  |                                       |
|                    |  |  |  |  |  |  |  |                                           |  |  |  |  |  |  |  |                                                  |  |  |  |  |  |  |  |                                       |
|                    |  |  |  |  |  |  |  |                                           |  |  |  |  |  |  |  |                                                  |  |  |  |  |  |  |  | Hertig Carl av Västergötland          |
|                    |  |  |  |  |  |  |  |                                           |  |  |  |  |  |  |  |                                                  |  |  |  |  |  |  |  |                                       |
|                    |  |  |  |  |  |  |  |                                           |  |  |  |  |  |  |  | Prinsessan Astrid av Sverige                     |  |  |  |  |  |  |  |                                       |
|                    |  |  |  |  |  |  |  |                                           |  |  |  |  |  |  |  |                                                  |  |  |  |  |  |  |  |                                       |
|                    |  |  |  |  |  |  |  |                                           |  |  |  |  |  |  |  |                                                  |  |  |  |  |  |  |  | Prinsessan Ingeborg av Danmark        |
|                    |  |  |  |  |  |  |  |                                           |  |  |  |  |  |  |  |                                                  |  |  |  |  |  |  |  |                                       |

## Utmärkelser
- Sankt Mauritius och Sankt Lazarusorden,  1946
- Riddare med storkors av Victoriaorden,  8 november 1976[19]
- Storkorset av Karl III:s orden,  1981[20]
- Storkors av Leopoldorden,  1994
- Storkors med kedja av Karl III:s orden,  11 maj 2001[21][22]
- Storkorset av Vita dubbelkorsets orden,  12 november 2002[23]
- Storkorsriddare med kedja av Republiken Italiens förtjänstorden,  14 mars 2003[24]
- Kedja av Terra Mariana-korsets orden,  22 april 2003[25]
- Elefantorden,  20 oktober 2003[26]
- Ordenskedja av Rumänska Stjärnans orden,  2004[27]
- Storkedja av Henrik Sjöfararens orden,  6 maj 2005[28]
- Storkorset av Nederländska Lejonorden,  21 april 2006[29]
- Ordenskedja för riddare av Gyllene Skinnets orden,  13 april 2007[30][31]
- Storkorset med kedja av Finlands Vita Ros orden,  7 november 2008[32]
- Storkedja av Sankt Jakobs Svärdsorden,  7 september 2010[28]
- Storkors med kedja av Sankt Olavs orden,  30 maj 2011[33]
- Vita örnens orden,  30 april 2014[34]
- Första graden av Amílcar Cabral-orden,  12 mars 2015[35]
- Storkedja av Portugals frihetsorden,  23 maj 2017[28]
- Sandhurst Medal,  22 september 2020
- Storkors av Luxemburgs förtjänstorden
- Stara Planina-orden
- Piusorden
- Malteserorden
- Republiken Turkiets statsorden
- Storkorset av Ekkronans orden
- Tre Stjärnors orden, första klass
- Storkors av Storbritanniska Johanniterorden
- Södra korsets orden
- Storkors av Malis nationalorden
- Adolf av Nassaus civil- och militärförtjänstorden
- Förbundsrepubliken Tysklands förtjänstorden - storkors av särskilda klassen
- Kedja av Krysantemumorden
- Kronorden
- Österrikiska republikens förtjänstorden i guld
- Frälsarens orden
- Annunziataorden
- Storkors av Adolf av Nassaus civil- och militärförtjänstorden
- Nassauska Gyllene lejonets orden
- Hedersdoktor vid universitetet i Trier
- Riddare av Serafimerorden

[Redigera Wikidata]